# Nelson Haven
Der Nelson Haven ist ein Naturhafen im Stadtgebiet von Nelson City auf der Südinsel von Neuseeland.

## Geographie
Der Nelson Haven befindet sich nördlich bis nordnordöstlich angrenzend an das Stadtzentrum von Nelson City und umfasst per Definition die Fläche, beginnend nördlich und südlich des Jachthafens bis an die nordnordöstlich Spitze des Naturhafens, der bei Ebbe teilweise trockenfällt. Der Nelson Haven wird durch eine 20 bis maximal 90 m breite und knapp 9 km lange Landzunge, die Bolder Bank genannt wird, von der Tasman Bay / Te Tai-o-Aorere getrennt.
Der südwestliche andere Teil des Gewässers, der von der Tasman Bay / Te Tai-o-Aorere aus über die Fahrrinne des Hafeneingangs, beginnend zwischen dem südwestlichen Ende der Bolder Bank und der gegenüberliegenden schmalen Insel nördlich von Haulashore Island erreichbar ist, ist dem Port Nelson zuzuordnen.
2011 wurde für die Schifffahrt zum Port Nelson die Fahrrinne auf eine Tiefe von 8,10 m ausgebaggert und besitzt eine Gesamtbreite von rund 290 m. Abgesehen von der Fahrrinne, dem Hafengebiet des Port Nelson und drei kleinen Senken östlich der Insel Haulashore Island, die Tiefen von bis zu 10,6 m aufweisen, ist das Gewässer des Nelson Haven mit Tiefen von 0,1 m bis 3,8 m sehr flach und größtenteils auch für kleinere Segelboote nicht zu befahren.

## Geschichte
Die enge und versandete Hafeneinfahrt war in den frühen Jahren der Einwanderung nach Neuseeland ein großes Problem für die Schifffahrt. Nachdem 1842 das Einwandererschiff Fifeshire in der Hafeneinfahrt auf Grund lief und Schiffbruch erlitt, war klar, das etwas für die Sicherheit der Schiffe getan werden musste. Zu jener Zeit lag die Hafeneinfahrt noch zwischen der Südspitze von Haulashore Island und Arrow Rock, einem aus dem Wasser herausragenden Felsen. Im Jahr 1906 wurde mit „The Cut“ eine neue Hafeneinfahrt durch die Bolder Bank angelegt und in den Jahren 1953 bis 1966 und 1983/84 fanden umfangreiche Ausbaggerungen und Auffüllungen für den Ausbau der Werften statt.
Auf der Bolder Bank nordwestlich des Port Nelson wurde im Jahr 1862 der in England gefertigte Leuchtturm errichtet. Dieser wurde von Stothart und Pitt in Bath gebaut und die gusseiserne Konstruktion in Teilen per Schiff nach Nelson gebracht. Bis in das Jahr 1915 wurde das Leuchtfeuer des Leuchtturms noch mit Öl befeuert und von zwei Leuchtturmwärter betreut, die mit ihren Familien in Holzhäuschen neben dem Leuchtturm wohnten.